# Timesnewroman.ro

timesnewroman.ro este un site românesc de satiră și umor. Înființat din 2009, este deținut de compania de IT „Arnia Software”. În august 2017, o campanie Facebook împotriva știrilor false a afectat semnificativ traficul site-ului. Redactorul șef al site-ului este Călin Petrar.